# 田中浩一郎
田中 浩一郎（たなか こういちろう、1961年12月5日 - ）は、日本の中東研究者、外交官、国際公務員。慶應義塾大学総合政策学部教授。元日本エネルギー経済研究所理事兼中東研究センター長。

## 人物・経歴
千葉県立千葉南高等学校を経て、1985年東京外国語大学外国語学部ペルシア語学科卒業。1988年東京外国語大学大学院アジア第2言語修了。1989年外務省在イラン日本国大使館専門調査員。1992年財団法人中東経済研究所副主任研究員。同主任研究員を経て、1998年外務省国際情報局分析2課専門分析員、財団法人中東調査会客員研究員。1999年から国際連合アフガニスタン特別ミッション政務官を務め、ターリバーン政権末期の和平調停にあたった。
2001年財団法人国際開発センターエネルギー・環境室主任研究員。2004年財団法人中東経済研究所イラン・グループ主査兼主席研究員。2005年財団法人日本エネルギー経済研究所中東研究センターGM、研究主幹。2006年財団法人日本エネルギー経済研究所中東研究センター長、GM、研究理事。2008年財団法人日本エネルギー経済研究所理事兼中東研究センター長。2012年一般財団法人日本エネルギー経済研究所常務理事兼中東研究センター長。
2017年一般財団法人日本エネルギー経済研究所理事兼中東研究センター長。慶應義塾大学大学院政策・メディア研究科教授、慶應義塾大学総合政策学部教授も兼務。また、外務省研修所講師、アフガニスタン大統領選挙欧州連合派遣監視団員、アフガニスタン議会選挙欧州連合派遣監視団員、内閣アフガニスタン支援検討会議委員、内閣在留邦人及び在外日本企業の保護の在り方等に関する有識者懇談会構成員、内閣邦人殺害テロ事件の対応に関する検証委員会有識者等も歴任した。

## 著書
- 『イランが直面する諸問題 : 国内対立から核開発疑惑まで』公共政策調査会 2010年